# More Kiss/Song for You
《More Kiss/Song for You》是Fairies的首張單曲，於2011年9月21日由SONIC GROOVE發售。

## 概要
兩A面封面。伊藤萌萌香擔任了「More Kiss」主唱部份，獲得第53回日本唱片大賞最優秀新人賞。

## 收錄曲目
1. More Kiss （4:23）
  - 作詞・作曲：葉山拓亮 / 編曲：BOY SKI MASK
2. Song for You （4:06）
  - 作詞・作曲・編曲：葉山拓亮
3. More Kiss (Instrumental)
4. Song for You (instrumental)

## 外部連結
- SONIC GROOVE BLOG（页面存档备份，存于）